# Guerau de Peguera i de Berardo
Guerau de Peguera i de Berardo (Principat de Catalunya, ? - Pamplona, 1716) fou un militar capità de la Coronela de Barcelona durant la Guerra de Successió Espanyola, i primer marquès de Foix.